# Bernhard Keller (mathématicien)
Pour les articles homonymes, voir Keller.
Ne doit pas être confondu avec Bernhard Keller (directeur de la photographie).
Bernhard Keller est un mathématicien suisse né en 1962, spécialisé en algèbre. Il est professeur à l’Institut de mathématiques Jussieu-Paris Rive Gauche à l’université Paris-Diderot.

## Biographie
Keller est diplômé en 1990 sous la direction de Pierre Gabriel à l'université de Zurich avec ses travaux sur les catégories dérivées.

## Travaux
Il consacre ses recherches aux algèbres amassées (en), à la théorie des catégories, à l'étude des carquois en théorie des représentations, aux variétés de Calabi-Yau et aux catégories dérivées.
En 1991, Keller introduit les tours de catégories triangulées.
En 2013, il lui est octroyé un doctorat honoris causa de l'université d'Anvers.
En 2014, il est lauréat du prix Sophie-Germain.
Il est conférencier invité au Congrès international des mathématiciens à Madrid en 2006, avec une intervention intitulée Differential graded categories.

## Publications
- avec Idun Reiten : « Cluster-tilted algebras are Gorenstein and stably Calabi-Yau », Advances in Mathematics, vol. 211, 2007, p. 123-151[4]
- Bernhard Keller, "The periodicity conjecture for pairs of Dynkin diagrams", Annals of Mathematics vol. 177 (1), 2013, 111-170.
- Cluster algebras, quiver representations and triangulated categories, Proceedings of the Workshop on Triangulated Categories, Leeds, 2006, arXiv:0807.1960
- « Algèbres amassées et applications, d'après Fomin-Zelevinsky, … », Séminaire Bourbaki, no 1014, 2009
- (avec A. V. Roiter et Pierre Gabriel) Representations of Finite Dimensional Algebras, Springer Verlag, 1997
- (en) Bernhard Keller, « Derived categories and their uses », dans Michel Hazewinkel, Handbook of Algebra, Elsevier, 1996 (ISBN 0-444-82212-7), p. 671-701
- (en) Bernhard Keller, « Chain complexes and stable categories », Manuscripta mathematica, vol. 67,‎ 1990, p. 379-417 (DOI 10.1007/BF02568439)